# Sisyropa insolita
Sisyropa insolita là một loài ruồi trong họ Tachinidae.